# 公序良俗
公序良俗是公共秩序和善良风俗的简称。自从罗马法以来，所有与公序良俗相违背的法律行为都被认为是无效的，但是根据尊重个人绝对意志的立法，它只被赋予了限制个人意志的例外状态。目前，許多國家和地區的法律體系納入了公序良俗的规范，在民事法領域中占有相當重要的地位；亦有不少將之當成刑事法律的保護客體，針對違反公序良俗的行為科以刑罰或行政裁罰。

## 立法例

### 中华人民共和国
《中华人民共和国民法典》第八条：“民事主体从事民事活动，不得违反法律，不得违背公序良俗。”

### 中華民國
- 《中華民國民法》第72條：「法律行為，有背於公共秩序或善良風俗者，無效。」
- 《中華民國刑法》第16-1章針對妨害風化的行為處以刑事責任，包括血親性交、媒介性交、公然猥褻及散布猥褻物品等罪。